# Ácido molíbdico
Ácido molíbdico se refere a um sólido, que é a forma hidratada do trióxido de molibdênio. 
As formas mais bem conhecidas são as mais simples, a monohidratada, MoO3·H2O, bem como a di-hidratada (MoO3·2H2O).